# Hugo (Colorado)
Hugo és una població dels Estats Units, seu del comtat de Lincoln, a l'estat de Colorado. Segons el cens del 2000 tenia 885 habitants.

## Demografia
Segons el cens del 2000, Hugo tenia 885 habitants, 353 habitatges, i 230 famílies. La densitat de població era de 355,9 habitants per km².
Dels 353 habitatges en un 31,4% hi vivien nens de menys de 18 anys, en un 52,1% hi vivien parelles casades, en un 11% dones solteres, i en un 34,6% no eren unitats familiars. En el 30,9% dels habitatges hi vivien persones soles el 13,6% de les quals corresponia a persones de 65 anys o més que vivien soles. El nombre mitjà de persones vivint en cada habitatge era de 2,35 i el nombre mitjà de persones que vivien en cada família era de 2,94.
Per edats la població es repartia de la següent manera: un 25,2% tenia menys de 18 anys, un 7,3% entre 18 i 24, un 26% entre 25 i 44, un 23,7% de 45 a 60 i un 17,7% 65 anys o més.
L'edat mediana era de 39 anys. Per cada 100 dones de 18 o més anys hi havia 81,9 homes.
La renda mediana per habitatge era de 30.259 $ i la renda mediana per família de 36.667 $. Els homes tenien una renda mediana de 29.583 $ mentre que les dones 20.536 $. La renda per capita de la població era de 15.669 $. Entorn del 10,4% de les famílies i el 12,3% de la població estaven per davall del llindar de pobresa.

## Poblacions més properes
El següent diagrama mostra les poblacions més properes.